# Shantarakshita
Shantarakshita (hindi : शान्तरक्षित, IAST : śāntarakṣita, « protecteur de la paix » ; (tibétain : ཞི་བའཚོ, Wylie : zhi ba‘tsho), né à Rewalsar, dans l'actuel état d'Himachal Pradesh, en Inde en 725 et décédé en 788, est un moine de Nalanda renommé pour sa synthèse des pensées yogacara et madhyamika exposée dans le Madhyamakalamkara (« Ornement de la voie moyenne »). 

## Biographie
L'empereur Trisong Detsen invita Shantarakshita à se rendre au Tibet depuis le Népal entre 761 et 767 pour y propager le bouddhisme. Mais l'’opposition des religieux bön, qui accusèrent sa venue d’être responsable d’une épidémie, l’obligea peu après à retrouner au Népal, non sans avoir conseillé au roi de faire venir Padmasambhava. 
La crise s’étant calmée (selon l’histoire traditionnelle, Padmasambhava soumit les démons anti-bouddhistes), Shantarakshita revint au Tibet afin de poursuivre son enseignement. Il ordonna les sept premiers moines réguliers du pays, qui résidèrent à Phabonkha près de Lhassa, dans un site de méditation datant de l’époque de Songtsen Gampo. 
Parallèlement, il supervisa avec Padmasambhava une vaste entreprise de traduction de textes sanscrits qui allait constituer la base de la tradition nyingma (il se serait chargé des sutras, et Padmasambhava des tantras). Ensemble, ils auraient de plus fondé le monastère de Samye. 
Ce fut notamment Shantarakshita qui le premier promulgua et pratiqua le tantra du Bouddha de médecine au Tibet, pour aider le roi. Avant sa mort, il aurait recommandé au roi Trisong Detsen de faire venir son disciple Kamalaśīla pour lutter contre l’influence chinoise chan présente depuis le VIIe siècle. On a d'ailleurs suggéré que Trisong Detsen, en invitant l’abbé de Nalanda, cherchait déjà à contrebalancer cette influence, gênante du fait d’une rivalité militaire et politique qui n’existait pas avec les royaumes indiens[réf. nécessaire].

## Philosophie
Sa contribution à la philosophie bouddhiste consiste en une tentative de réconciliation des pensées yogachara et madhyamika, et en l’incorporation à ce dernier système des idées des logiciens et épistémologistes tels que Dharmakirti et Dignaga. Le madhyamika exposé par Shantarakshita est celui des Svantantrika qui se rattache à Bhavavika et Gyanagarva. Selon lui, les yogacarin fournissent une bonne explication de la réalité conventionnelle, mais le madhyamika les surpasse en ce qui concerne la réalité ultime, en montrant que l’esprit ne peut pas être cette réalité comme ils le prétendent.
En d'autres termes, il adopta la présentation Madhyamika Svantantrika (en) en utilisant la vision Yogacara (Cittamātra) pour décrire la réalité relative créant ainsi le courant Yogacara Madhyamika
Svantantrika. 
Ses idées sont condensées dans le Madhyamakalamkara (Ornement de la voie moyenne), texte très dense, en général accompagné du commentaire important qu’en a fait à la fin XIXe siècle Mipham Rinpoche du courant nyingmapa. Mipham Rinpoche utilisa la philosophie Yogacara Madhyamika Svantantrika pour articuler clairement les enseignements bouddhistes du Mahayana et ceux du Dzogchen.
Selon Philippe Cornu, 

« Détenteur de toutes les lignées Mahayana venant de Nagarjuna et d'Asanga, il adopta la présentation du
Madhyamika Svantantrika en lui adjoignant la vision Yogacacara pour ce qui est la vérité relative, constituant ainsi le courant Yogacacara Madhyamika Svantantrika. »

## Légende
Shantarakshita est considéré comme un bodhisattva (Bodhisattva Khenpo (abbé) ou Bodhisattva Bhikshu (moine)), et une incarnation de Vajrapani. Une tradition probablement légendaire fait de lui le fils d’un roi de Zahor (Bengale) et le frère de Mandarava, l’une des compagnes de Padmasambhava.
La légende du stupa Bya-rung-kha-shor, mentionnée dans une biographie légendaire de Padmasambhava, associe quatre acteurs importants de l'implantation du bouddhisme au Tibet. Selon cette légende, une larme de compassion d’Avalokiteshvara tomba sur terre et devint la fille d’un éleveur de poulets. Elle eut quatre fils et décida de bâtir un stupa pour y conserver des reliques de Mahakashyapa, mais du fait de sa basse position sociale sollicita tout d'abord la permission du roi, qui la lui accorda, d’où le nom de l'édifice qui signifie « Il a donné son accord pour le faire ». Ses fils, qui achèvent l’œuvre après sa mort, renaquirent sous les formes de Trisong Detsen, Shantarakshita, Padmasambhava et Jnana Kumara, qui aurait ramené Shantarakshita.

### Traductions
- Madhyamakâlankâra (Ornement de la voie moyenne, VIIIe s.) et son commentaire par Mipham Rinpoche (1846-1912, traduction en anglais : The Adornment of the Midlle Way with commentary by Mipham Rinpoche, Shambhala Publications, 2005,  (ISBN 1-59030-241-9).

### Études
- Anne-Marie Blondeau, "Bya-rung kha-shor, légende fondatrice du bouddhisme tibétain" in Tibetan Studies: Proceedings of the 6th Seminar of the International Association for Tibetan Studies, Fagernes, Editor: Per Kværne, Oslo, 1992.
- Anukul Chandra Banerjee, "Acaraya Santaraksita" in Bulletin of Tibetology, New Series No. 3, p. 1–5. (1982). Gangtok, Sikkim Research Institute of Tibetology and Other Buddhist Studies.
- Hari Shankar Prasad (ed.), Santaraksita, His Life and Work  (Collected Articles from "All India Seminar on Acarya Santaraksita", held on 3–5 August 2001 at Namdroling Monastery, Mysore, Karnataka), New Delhi, Tibet House, 2003.
- Karma Phuntsho, Mipham's Dialectics and Debates on Emptiness: To Be, Not to Be or Neither, London, RoutledgeCurzon, 2005.  (ISBN 0-415-35252-5)